# Blizzard Entertainment
Pour les articles homonymes, voir Blizzard.
Blizzard Entertainment est une société américaine de développement et d’édition de jeux vidéo siégeant à Irvine en Californie. La société a été fondée en 1991 par Allen Adham, Michael Morhaime et Frank Pearce sous le nom de Silicon & Synapse. Renommée Chaos Studios en 1994 puis Blizzard Entertainment la même année, elle est à l’origine des séries à succès Warcraft (et World of Warcraft), Diablo, StarCraft, Hearthstone, Heroes of the Storm et Overwatch.
Le studio a été une filiale du groupe français Vivendi (initialement au sein de Vivendi Universal Games, puis de l'éditeur Activision Blizzard, à la suite de la fusion opérée en juillet 2008) jusqu'à la cession de 49 % de ses actions en octobre 2013 où Activision Blizzard devient indépendant.
Le 18 janvier 2022 marque le rachat de l'entreprise par Microsoft pour un montant de 68,7 milliards de dollars incluant Activision et King, l'éditeur de Candy Crush Saga.

## Histoire

### Création
La société est fondée en 1991 par Allen Adham, Michael Morhaime et Frank Pearce sous le nom Silicon & Synapse,. La société se focalise au début sur des portages sur Amiga, Atari ST, Commodore 64 ou PC de jeux comme J.R.R. Tolkien's The Lord of the Rings, Vol. I, Castles ou Battle Chess II pour le compte de l'éditeur Interplay. Silicon & Synapse développe ensuite ses propres jeux dont The Lost Vikings (1992) et Rock N’ Roll Racing (1993), toujours pour le même éditeur.

### Premiers succès
En 1994, la société est rachetée par le distributeur Davidson and Associates pour moins de 6,75 millions de dollars. La même année, la société est brièvement renommée Chaos Studios avant d'être définitivement baptisée Blizzard Entertainment lorsqu'il est découvert qu'une autre société porte déjà ce nom. Peu après, Blizzard Entertainment publie son premier hit - Warcraft: Orcs and Humans – un jeu de stratégie en temps réel inspiré de Dune II prenant place dans un univers fantastique. Basée à Costa Mesa, l'équipe de développement de la compagnie est à l'époque composée d'environ 25 personnes.
Le succès du premier Warcraft permet au studio de recruter de très bons développeurs en plus de l'équipe déjà en place, portant le nombre d’employés du studio à environ 40 personnes (équipes de marketing et de beta test comprises). Ces renforts permettent à l'équipe de boucler le développement de Warcraft II: Tides of Darkness en moins de 10 mois,. Celui-ci sort en décembre 1995 et devient un des premiers jeux sur PC à dépasser le million de titres vendus. Ce succès permet à Blizzard Entertainment de rapidement s'élever au niveau des meilleurs développeurs de jeux vidéo.

### Création deBlizzard North
Lors d'une rencontre avec Allen Adham, David Brevik – un des fondateurs de Condor Software – met sur la table une idée de jeu vidéo au tour par tour fonctionnant sous DOS et inspiré des jeux en ASCII Moria et Angband sur laquelle il réfléchissait depuis le lycée. Le projet intéresse vivement Blizzard Entertainment qui commence alors à collaborer avec Condor Software sur le développement du jeu. La coopération entre les deux studios se révélant fructueuse, ils vont peu à peu se rapprocher jusqu'à ce qu'en 1996, soit quelques mois avant la sortie de Diablo, Blizzard Entertainment persuade sa maison mère Davidson and Associates de racheter Condor Software qui est alors renommé Blizzard North. L'équipe de développement principale de Diablo compte alors moins de vingt personnes.
En parallèle, Blizzard Entertainment développe un service de jeu en ligne baptisé Battle.net. À son lancement le 30 novembre 1996, celui-ci permet aux joueurs de s'affronter sur Internet sur les jeux Warcraft II et Diablo[réf. nécessaire].

### Rachat par Vivendi
La société change ensuite plusieurs fois de mains. En 1996, CUC International (en) rachète Davidson and Associates avant de fusionner avec HFS Corporation (en) pour former Cendant Software (en) en 1997. À la suite d'une affaire de fraude comptable, les divisions logicielles du groupe — incluant Blizzard Entertainment — sont vendues à l’éditeur Havas en 1998 avant que celui-ci ne soit racheté par Vivendi.

### La deuxième vague
Blizzard Entertainment commence à réfléchir a un nouveau jeu de stratégie en temps réel dès 1995. Sous la pression de Davidson and Associates, Allen Adham, alors président de Blizzard, planifie une sortie en 1996 afin de pallier le vide laissé dans le planning de la société par l'annulation de Shattered Nations, un jeu de tactique au tour par tour dans le style de X-COM. Une première version de StarCraft, basée sur le moteur graphique de Warcraft II et programmée par Bob Fitch, fait ainsi son apparition lors de l’E3 de 1996. Celle-ci est mal accueillie par les critiques, qui considèrent alors le jeu comme un simple Warcraft dans l’espace, ce qui pousse Blizzard Entertainment à retravailler entièrement le jeu et à se concentrer sur la création de trois différentes factions,. Le jeu sort finalement sur PC le 31 mars 1998.
De son côté, l’équipe de Blizzard North commence à développer Diablo II quelques mois après la sortie de Diablo. L’équipe de développement ne compte au départ que 24 personnes réparties en trois équipes dédiées à la programmation et à la création des personnages et des décors, mais est épaulée par le studio Blizzard Entertainment basé à Irvine pour certains aspects du développement comme la programmation de Battle.net ou la création des cinématiques. La sortie du jeu est initialement prévue pour l’été 1998, mais le développement prend beaucoup de retard et il faudra plus de trois ans et 40 personnes pour terminer le jeu qui sort finalement le 29 juin 2000 dans le monde,.

### Fin deBlizzard North
Après la sortie de Lord of Destruction, l'équipe de Blizzard North commence le développement de Diablo III, mais en mai 2003, Max Schaefer, Erich Schaefer et David Brevik ainsi que Bill Roper quittent la société pour fonder Flagship Studios. Ils sont alors rejoints par d'autres anciens membres de l'équipe de développement des Diablo, poussant Blizzard Entertainment à fusionner la filiale basée à San Mateo avec leur siège d'Irvine en 2005.

### Fusion avec Activision
Le 9 juillet 2008, Vivendi Games fusionne avec Activision qui devient Activision Blizzard.
L'acquisition de Swingin' Ape Studios (mai 2005) donne plein contrôle à Blizzard sur le futur titre StarCraft: Ghost (dans un premier temps le développement avait été confié à Nihilistic Software), ainsi qu’un centre de compétence de développement pour les consoles de nouvelle génération.
Certains jeux peuvent être utilisés via internet, en accédant à la plate-forme développée par Blizzard appelée Battle.net (StarCraft et son extension Brood War, Warcraft II Battle.net Edition, Diablo, Diablo II et son extension Lord of Destruction, Warcraft III: Reign of Chaos et son extension The Frozen Throne) ou sur d’autres serveurs (World of Warcraft).
Fin 2004-début 2005 est sans conteste la plus grande période d’expansion de Blizzard. L’énorme succès de son MMORPG World of Warcraft (WoW) a entraîné une multiplication énorme du nombre de serveurs nécessaires et donc du personnel pour fournir le support, la traduction… Jusqu’à présent Blizzard a tenu son engagement concernant la sortie pratiquement simultanée des patchs pour les versions localisées Européennes de WoW (délai de 1 jour à une semaine), ce qui était un des points faibles de nombreux MMORPG concurrents (souvent plus de 6 mois de délais).

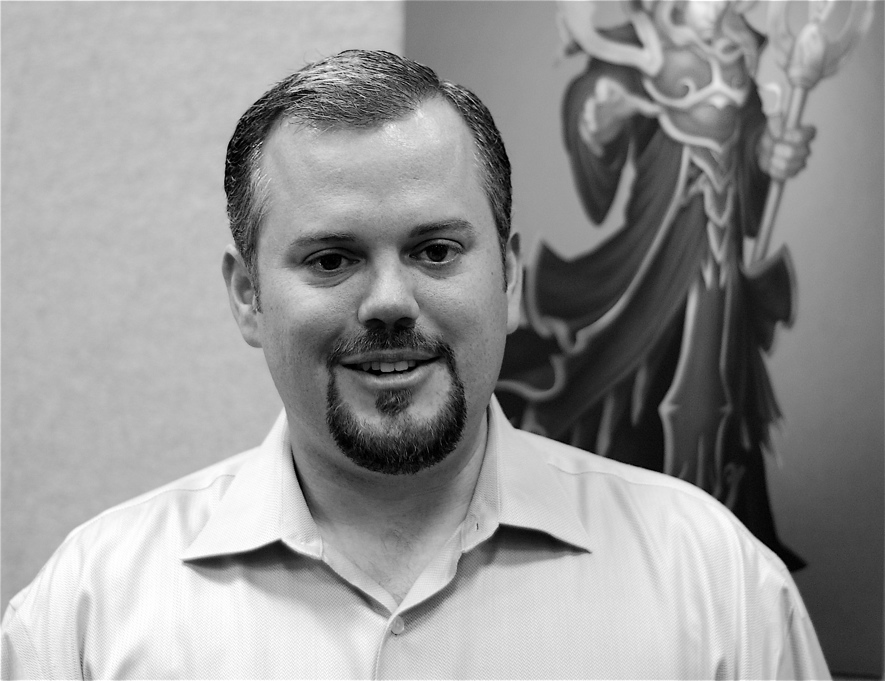
Paul Sams, actuel directeur d'exploitation de Blizzard.

La seconde édition du Blizzard Worldwide Invitational s’est déroulée du 3 au 5 février 2006 au COEX Convention Center (en) à Séoul en Corée du Sud, à cette occasion des tournois de joueurs de haut niveau de StarCraft et Warcraft III ont eu lieu.
Dans le courant de mars 2006, Blizzard crée la surprise en supprimant toute référence à StarCraft: Ghost de son site, à cette date, on ignorait encore si le jeu serait annulé purement et simplement ou s’il serait adapté pour les consoles de nouvelle génération (dont la PlayStation 3 et la Xbox 360) à la place des PlayStation 2 de Sony et Xbox de Microsoft. Le jeu semblait pourtant très proche de l’achèvement à en croire les joueurs qui avaient pu l’essayer lors de la BlizzCon (fin octobre 2005) ou d’autres salons (en Asie par exemple). Avec la sortie des nouvelles générations de consoles : Xbox one et PS4, Starcraft : Ghost n'a toujours pas donné de nouvelle.
En janvier 2007, Blizzard sort la première extension pour World of Warcraft, nommée The Burning Crusade (alias WoW: BC, WoW: TBC), dont les ventes dépassent les 2 millions dans les 24 heures suivant le lancement officiel.
Une seconde édition de la BlizzCon a eu lieu les 3 et 4 août 2007, en Californie.
Abandon définitif de StarCraft: Ghost, annoncé par voie de presse en mai 2007,.
Le 16 janvier 2007, au cours d’une soirée, le vice-président du développement et des relations internationales de Blizzard Entertainment, Itzik Ben Bassat, aurait déclaré « I’m a StarCraft player myself and I hope it’s not a decade, and we launched StarCraft in 1998, before I’m standing here again, celebrating the next game in the series »[réf. souhaitée]. Ce qui signifie, qu’il est lui-même un grand joueur de StarCraft, et espère célébrer la sortie du prochain opus avant qu’il ne se soit passé une décennie. Pourrait-on y voir une annonce pseudo-officielle de la sortie d’une suite ?
La chose s’est confirmée le 19 mai 2007, Blizzard ayant annoncé officiellement le développement de StarCraft II à l’occasion du 3e Blizzard Worldwide Invitational à Séoul en Corée du Sud.
À l’occasion du salon E3, en juillet 2007, Frank Pearce, vice-président et cofondateur de Silicon & Synapse en 1991 puis de Blizzard Entertainment, a donné une brève interview à Gamasutra, où il détaille le nombre d’employés affecté à chaque équipe ou tâche particulière. L’on y apprend qu’un projet secret est toujours en développement chez Blizzard, sans dévoiler plus que le nombre de personnes travaillant dessus : quarante.
Lors de l’ouverture de l’édition de 2007 de la convention BlizzCon, l’annonce a été faite : la future extension du jeu World of Warcraft sera World of Warcraft: Wrath of the Lich King.
Début janvier 2008, World of Warcraft a dépassé le cap des 10 millions de clients (abonnés) à l’échelle planétaire, et déjà plus de 2 millions d’Européens se sont laissés tenter.
La quatrième édition du Blizzard Worldwide Invitational a eu lieu les 28 et 29 juin 2008, à Paris. Il s’agissait, pour Blizzard, de la première organisation d’un salon présentant des exclusivités en Europe. Outre les traditionnels matchs d’eSport, c’était l’occasion d’admirer des démonstrations interactives de World of Warcraft: Wrath of the Lich King, de StarCraft II, mais surtout de la suite de Diablo II. En effet, c’est lors de cette édition que Blizzard a annoncé le développement de Diablo III. Les joueurs étaient invités à essayer les futurs titres annoncés par le passé, comme ce fut le cas lors des précédentes conventions BlizzCon et Blizzard Worldwide Invitational, aux États-Unis et en Corée du Sud. Il n’est pas impossible que Blizzard ait profité de cette occasion pour montrer l’avancement du développement des Zergs. Divers concours ainsi qu’un concert du groupe L70ETC (Level 70 Elite Tauren Chieftain) ont aussi eu lieu à cette occasion.
La troisième édition de la BlizzCon a eu lieu les 10 et 11 octobre 2008, en Californie. Blizzard y a révélé à la surprise générale que StarCraft II sera subdivisé en 3 volets, chaque race disposant d’une campagne solo commercialisée à des dates différentes.
La quatrième édition de la BlizzCon a eu lieu les 21 et 22 août 2009, en Californie. C’est à cette occasion que Blizzard a annoncé le titre de la troisième extension de World of Warcraft, nommée World of Warcraft: Cataclysm.
La cinquième édition de la BlizzCon a eu lieu les 22 et 23 octobre 2010, et s’est déroulé à Anaheim, en Californie. Aucun jeu n’a été annoncé, mais Blizzard a tout de même dévoilé, entre autres, la 5e classe de Diablo III, le Chasseur de démons.
Le 7 février 2011, Blizzard Entertainment annonce la tenue de la sixième édition de la BlizzCon, qui se tiendra les 21 et 22 octobre 2011. À cette occasion, il en profite pour annoncer l'arrivée de la prochaine extension de World of Warcraft, nommée Mists of Pandaria. Quelques semaines auparavant, Blizzard avait en parallèle annoncé la création d'une édition découverte pour permettre de jouer à World of Warcraft gratuitement jusqu’à un niveau limité.
Le 15 mai 2012, Blizzard Entertainment lance Diablo III après 12 ans d'attente, c'est un record de ventes, avec au bout de 24 h plus de 3,5 millions de ventes. La sortie a toutefois été entachée par des problèmes techniques de connexion dû à la surcharge des serveurs Battle.net.
Le 25 septembre 2012, Blizzard Entertainment lance World of Warcraft: Mists of Pandaria. Lazard Capital Markets a fait savoir que selon ses estimations, 600 000 à 700 000 copies de la quatrième extension du MMORPG de Blizzard se sont écoulées depuis sa sortie, tout en signalant que ces chiffres, aussi importants soient-ils, représentent une baisse de 60 % par rapport aux ventes sur la même période du précédent opus de la saga, Cataclysm.
Plusieurs sources mentionnent un nouveau projet de jeu en développement par Blizzard. Ce projet connu sous le nom de Titan (en) serait un MMORPG nextgen, différent de World of Warcraft. En mai 2013, l'équipe est restructurée pour recommencer le développement en intégrant de nouvelles technologies, sa sortie n'est pas attendue avant 2016 au minimum. L'abandon du projet est annoncé le 23 septembre 2014. Un an auparavant, Blizzard avait annoncé la remise à zéro du développement.
Le 9 novembre 2013, lors de la BlizzCon, Blizzard annonce la cinquième extension de World of Warcraft: Warlords of Draenor.
Le 7 novembre 2014, Blizzard a annoncé leur nouvelle licence Overwatch à la BlizzCon.
Le 13 novembre 2014, Blizzard lance World of Warcraft: Warlords of Draenor, la 5e extension de World of Warcraft.
Le 6 août 2015, lors de la Gamescon, Blizzard a annoncé la sixième extension de World of Warcraft: Legion.
Le 10 novembre 2015 sort la dernière extension de Starcraft II, Legacy of the Void.
Le 23 et 24 mai 2016, Blizzard déploie Overwatch dans le monde entier sur les plates-formes PC, PlayStation 4 et Xbox One.
Le 30 août 2016, Blizzard lance la sixième extension de World of Warcraft: Legion.
Le 3 novembre 2017, Blizzard a annoncé la 7e extension de World of Warcraft: Battle for Azeroth, dont la sortie est prévue pour le 14 août 2018.
Le 2 novembre 2018, Blizzard a annoncé Warcraft III: Reforged, un remaster du jeu originel, et Diablo Immortal sur mobile.
Le 1er novembre 2019, lors de la BlizzCon, Blizzard a annoncé Diablo IV, Overwatch 2 et la 8e extension de World of Warcraft : Shadowlands.

### Rachat par Microsoft
En janvier 2022, Microsoft annonce le rachat d'Activision Blizzard King pour 68,7 milliards de dollars. Avec ce rachat, Microsoft gagnerait encore du poids dans l’industrie du jeu vidéo et intégrerait une collection de plus de 30 studios internes. La finalisation du rachat n'est pas attendue avant une période allant de juillet 2022 jusqu’au 30 juin 2023.
Dès son annonce, l'opération suscite une levée de boucliers, notamment de la part de Sony ; l'éditeur et constructeur japonais craint la perte de la licence Call of Duty, bien que Microsoft n'ait rien indiqué dans ce sens-là. Phil Spencer, responsable de la division Xbox chez Microsoft, a d'ailleurs assuré avoir proposé un accord sur 10 ans concernant Call of Duty. Ces affaires mettent également en exergue les pratiques de Sony, qui s'assure de certaines exclusivités en faisant payer des studios.
Les autorités anti-monopoles de différents pays jouent également un rôle dans cette affaire. Fin 2022, la SEC annonce notamment vouloir bloquer le rachat d'Activision Blizzard. La Commission européenne annonce en janvier 2023 être contre cette opération, et préparer des documents en ce sens ; un mois plus tard, la Competition and Markets Authority britannique manifeste sa désapprobation, mais plaide pour un éventuel éclatement des activités d'Activision Blizzard pour éviter un monopole de Microsoft. La CMA se base principalement sur les activités du géant américain dans le cloud gaming, secteur n'étant pas tout à fait consolidé.

### Retrait de Chine
En 2022, Blizzard annonce son retrait de Chine faute de renouvellement d'un accord avec son partenaire local NetEase. L'entreprise était présente en Chine depuis 2008.

## Ludographie

### Titres portés
- Battle Chess sur Windows (1992)[4]
- Battle Chess II: Chinese Chess sur Amiga (1992)[4]
- J.R.R. Tolkien's The Lord of the Rings, Vol. I sur Amiga (1992)[4]
- Castles sur Amiga (1992)[4]
- MicroLeague Baseball (en) sur Amiga (1992)[4]
- Lexi-Cross (en) sur Macintosh (1992)[4]
- Dvorak on Typing sur Macintosh (1992)[4]
- Shanghai II: Dragon's Eye sur Mega Drive (1994)

### Titres développés
- RPM Racing (1991)[4]
- The Lost Vikings (1992) - Jeu de plate-forme
- Rock N’ Roll Racing (1993) - Jeu de course
- Blackhawk (Blackthorne, 1994) - Jeu de plate-forme, fantastique
- The Death and Return of Superman (1994) - beat them all
- Justice League Task Force (1995) - Jeu de combat
- Warcraft: Orcs and Humans (1994) - jeu de stratégie en temps réel, fantastique
- Warcraft II: Tides of Darkness (1995) - jeu de stratégie en temps réel, fantastique
- Warcraft II: Beyond the Dark Portal (1996) (extension)
- Diablo (31 décembre 1996 aux É.-U., 1997 en Europe) - jeu de rôle orienté action
- Diablo: Hellfire (extension, développée par Synergistic Software et publiée par Sierra)
- StarCraft (1998) - jeu de stratégie en temps réel, science-fiction
- StarCraft: Brood War (extension sortie en 1999)
- Diablo II (30 juin 2000) - jeu de rôle orienté action, ou plutôt « Hack and Slash »
- Diablo II: Lord of Destruction (extension) (fin juin-début juillet 2001)
- Warcraft III: Reign of Chaos (début juillet 2002) - jeu de stratégie en temps réel, fantastique (premier jeu de la société en 3D non-isométrique)
- Warcraft III: The Frozen Throne (début juillet 2003) (extension)
- World of Warcraft (23 novembre 2004 aux É.-U., 10 janvier 2005 en Corée du Sud, 11 février 2005 en Europe et 7 juin 2005 en Chine) - MMORPG
- World of Warcraft: The Burning Crusade (1re extension) (16 janvier 2007 en Europe et en Amérique du Nord)
- World of Warcraft: Wrath of the Lich King (2e extension) (13 novembre 2008 en Europe et en Amérique du Nord)
- Failoc-alypse (juin 2009) : mini-jeu en Flash[49]
- StarCraft II: Wings of Liberty (27 juillet 2010) (subdivisé en 3 volets : Wings of Liberty, Heart of the Swarm et Legacy of the Void) - jeu de stratégie en temps réel (RTS ou STR), science-fiction
- World of Warcraft: Cataclysm (3e extension) (7 décembre 2010 en Europe et en Amérique du Nord)
- Diablo III (15 mai 2012)
- World of Warcraft: Mists of Pandaria (4e extension) (25 septembre 2012 en Europe et en Amérique du Nord)
- StarCraft II: Heart of the Swarm (1re extension) (12 mars 2013)
- Diablo III (version pour consoles, le 3 septembre 2013)
- Hearthstone: Heroes of Warcraft (11 mars 2014), un JCC en ligne
- Diablo III: Reaper of Souls (1re extension) (25 mars 2014 en Europe pour la version PC/mac et 19 août 2014 pour la version console)
- World of Warcraft: Warlords of Draenor (5e extension) (13 novembre 2014)
- Heroes of the Storm, un MOBA (sortie le 2 juin 2015)
- StarCraft 2: Legacy of the Void (2e extension, sortie le 10 novembre 2015)
- Overwatch, un FPS (sortie le 24 mai 2016 sur PC et consoles)
- World of Warcraft: Legion (6e extension, sortie le 30 août 2016)
- StarCraft: Remastered (refonte de StarCraft et de son extension StarCraft: Brood War, sortie le 14 août 2017)
- World of Warcraft: Battle for Azeroth (7e extension, sortie le 14 août 2018)
- World of Warcraft Classic (réédition du jeu de base sans ses extensions, sortie le 26 août 2019)
- Warcraft III: Reforged (refonte de Warcraft III: Reign of Chaos et de son extension The Frozen Throne, sortie le 29 janvier 2020)
- World of Warcraft: Shadowlands (8e extension, sortie le 24 novembre 2020)
- Diablo II: Resurrected (remake de Diablo II et de son extension Diablo II: Lord of Destruction, sorti le 23 septembre 2021)
- Diablo Immortal (jeu mobile sorti le 2 juin 2022)
- Overwatch 2, extension d'Overwatch (sortie le 4 octobre 2022)
- World of Warcraft: Dragonflight (9e extension, sortie le 28 novembre 2022)
- Diablo IV (6 juin 2023)
- Warcraft Rumble (jeu mobile sorti le 3 novembre 2023)
- World of Warcraft: The War Within (10e extension, sortie le 27 août 2024)
- Diablo IV : Vessel of Hatred (1re extension) (8 octobre 2024)

### Titres en développement
- Projet Odyssey, un jeu de survie encore non révélé[50]

### Titres annulés
- Games People Play[51]
- Crixa[51]
- Shattered Nations[51],[52]
- Pax Imperia 2[51],[53]
- Denizen[51]
- Nomad[51]
- Raiko[51]
- Warcraft Adventures: Lord of the Clans[54]
- StarCraft: Ghost (pour consoles)[26],[27]
- Project Titan (en) (nom de code interne du projet, dont le titre définitif reste inconnu) qui aurait dû être le prochain MMO de Blizzard.

## Films
- Le 25 mai 2016 sort en France le premier film basé sur l’univers de Warcraft, Warcraft : Le Commencement, réalisé par Duncan Jones.

## Controverses

### Polémique consécutives aux manifestations à Hong Kong
Le 6 octobre 2019, dans une interview réalisée après son match au Hearthstone Grandmasters, le joueur professionnel Ng Wai Chung, connu sous le pseudonyme de Blitzchung, soutient ouvertement le peuple Hongkongais en citant le slogan utilisé lors des manifestations Liberate Hong Kong, the revolution of our times (en). La vidéo en streaming est coupée rapidement après cette intervention.
Le surlendemain, Blizzard annonce bannir Blitzchung de la compétition et de tout autre Grandmasters pendant une durée d'un an, s'appuyant sur la section 6.1 du règlement interdisant aux joueurs « de se discréditer publiquement, d’offenser une partie ou un groupe du public, ou de nuire de quelque façon à l’image de Blizzard »,. Ses gains lui sont également retirés. Blizzard déclare malgré tout défendre le droit d'expression de chacun, mais que les joueurs doivent respecter les règles officielles de la compétition. En parallèle, Blizzard rompt le contrat des deux personnes qui couvraient l'événement et qui ont interviewé le joueur,. Bien que cela ait été révélé fin octobre, la branche taïwanaise de Mitsubishi a décidé 48 heures après la sanction contre Blitzchung de retirer son sponsoring à tous les tournois de Blizzard.
Plusieurs médias s'interrogent sur les réelles motivations de cette sanction, alors que le gouvernement chinois multiplie les menaces de boycott et la censure contre les prises de position pro-démocratie, comme récemment avec le tweet de Daryl Morey (en), manager des Rockets de Houston, ou l'épisode À l'assaut de la Chine de South Park,. Certains pointent du doigt les intérêts économiques et politiques qui lient Blizzard à la Chine. En effet, Tencent Holdings possède partiellement Activision Blizzard, la maison-mère de Blizzard,. En outre, 31 % des dépenses mobiles du jeu Hearthstone en 2018 viennent de Chine, soit 51 millions de dollars. Les critiques les plus virulentes parlent de Blizzard comme un agent au service du gouvernement chinois. Les sénateurs américains Ron Wyden et Marco Rubio dénoncent ces agissements à l'encontre de la liberté d'expression.
Dans la foulée, de nombreux fans, dont certains de longue date, protestent sur internet contre le bannissement de Blitzchung,. En signe de contestation, la section anglophone de Blizzard sur Reddit a été temporairement fermée. Sur Twitch, plateforme qui a diffusé l'interview, les internautes ont inondé la discussion de messages de soutien. Sur Twitter, une campagne de boycott à résonance mondiale est organisée autour du hashtag #BoycottBlizzard. Mark Kern (en), l'un des développeurs de World of Warcraft Classic, soutient cet appel et dénonce au passage la corruption des sociétés de jeux vidéo chinois. Quelques employés (entre 12 et 30) ont manifesté leur désaccord concernant la sanction de Blizzard : certains en couvrant les phrases « Every Voice Matters » et « Think Globally » de la statue au siège de l'entreprise, d'autres en utilisant des parapluies, comme lors des protestations à Hong Kong,. Plusieurs figures de la compétition Grandmasters prennent position contre Blizzard. Brian Kibler (en) et Nathan Zamora renoncent à collaborer à la finale Grandmasters organisée durant la BlizzCon, sauf si Blizzard venait à reconsidérer sa position. L'un des joueurs professionnels a apporté sur Twitter son soutien à Blitzchung. Sur internet, des fans souhaitent montrer leur mécontentement à la BlizzCon.
Le 10 octobre, à la suite d'un message d'erreur, plusieurs internautes accusent Blizzard de vouloir limiter la suppression des comptes. Selon l'entreprise, il s'agit d'un problème technique.
Le 12 octobre, le président de Blizzard s'exprime dans un communiqué pour apaiser la situation. Affirmant ne pas être influencée par la Chine, la sanction est revue : Blitzchung touchera les gains gagnés pendant la compétition et sera exclu seulement 6 mois. L'affaire est cependant citée par le quotidien français Le Monde comme un exemple de la manière dont la Chine étend sa censure auprès des entreprises occidentales ; le 19 octobre, une dimension plus politique est en effet notée puisque des sénateurs républicains et démocrates du Congrès des États-Unis signent une lettre dénonçant la décision de l'éditeur californien. Le 1er novembre, en ouverture de la BlizzCon, le PDG J. Allen Brack (de) a présenté ses excuses à la communauté, déclarant « accepter les conséquences » de la polémique.
Le 3 août, un communiqué annonçant le départ de J. Allen Brack est publié .